# O Clube (2.ª temporada)
A segunda temporada de O Clube foi exibida na OPTO de 26 de fevereiro a 9 de abril de 2021, tendo a narração de Margarida Vila-Nova e José Raposo.
Conta com José Raposo, Margarida Vila-Nova, Filipa Areosa, Ana Cristina de Oliveira, Luana Piovani, Vera Kolodzig, Sara Matos, Sharam Diniz e Matilde Reymão no elenco principal.

## Sinopse
A calma parece ter regressado ao Clube, mas é aparente, pois o perigo não passou e Viana continua a ser o alvo dos inimigos do Clube.
A chegada de Cátia ao Clube promete baralhar o jogo de forças. Ela é a nova mulher do Clube, com o aval de Vera.
Andreia revela o seu passado e a forma como foi apanhada na rede de Martina. Jéssica vive agora um pesadelo e encontra-se prisioneira de um homem estrangeiro.

## Elenco

### Elenco principal
| Ator/Atriz               | Personagem                   |
| ------------------------ | ---------------------------- |
| José Raposo              | Alberto Viana                |
| Margarida Vila-Nova      | Vera Leão                    |
| Filipa Areosa            | Jéssica Amado                |
| Ana Cristina de Oliveira | Martina Chernoff             |
| Luana Piovani            | Michele Faria                |
| Vera Kolodzig            | Maria Santos                 |
| Sara Matos               | Andreia Amado                |
| Sharam Diniz             | Samara Elias                 |
| Matilde Reymão           | Carlota Mendes/Cátia Batista |

### Elenco recorrente
| Ator/Atriz      | Personagem       |
| --------------- | ---------------- |
| Vítor Norte     | Rogério Feio     |
| Alfredo Brito   | Humberto         |
| Gonçalo Diniz   | Rúben Bastos     |
| Tiago Felizardo | Bernardo Paixão  |
| Gonçalo Botelho | Carlos Graça     |
| Vasco Lello     | Sérgio Gonçalves |

### Participação especial
| Ator/Atriz     | Personagem    |
| -------------- | ------------- |
| Fábia Rebordão | Joana Pereira |

### Elenco adicional
| Ator/Atriz        | Personagem            |
| ----------------- | --------------------- |
| Bruno Schiappa    | Dono do Ginásio       |
| Duarte Grilo      | Inspetor Afonso Silva |
| Silvío Nascimento | Fernando Pedrosa      |
| Diogo Mesquita    | Cláudio               |
| Sandra B.         | Adelaide Leão         |
| Pedro Saavedra    | Gabriel               |
| Afonso Vilela     | Paulo                 |
| Mário Oliveira    | Patrón                |
| Maria Ana Filipe  | Empregada Espanhola   |
| João Vicente      | António               |

## Episódios
| # | ## | Título                           | Dirigido por                      | Escrito por | Exibição original       | Exibição na SIC     |
| --- | -- | -------------------------------- | --------------------------------- | ----------- | ----------------------- | ------------------- |
| 9 | 1  | "Ameaças"                        | João Carvalho e Patrícia Sequeira | João Matos  | 26 de fevereiro de 2021 | 1 de junho de 2025  |
| O perigo não passou e Viana continua a ser o alvo dos inimigos do Clube. Joana fará tudo para o proteger. O destino de Jéssica também é incerto e os perigos que a rodeiam podem ser demasiados pare ela. Para Bernardo ter salvo Andreia é uma compensação menor. Há um clima de medo em redor do Clube.                                                                              |    |                                  |                                   |             |                         |                     |
| 10 | 2  | "Cátia"                          | João Carvalho e Patrícia Sequeira | João Matos  | 5 de março de 2021      | 8 de junho de 2025  |
| A chegada de Cátia ao Clube promete baralhar o jogo de forças. Andreia revela o seu passado e a forma como foi apanhada na rede de Martina. Jéssica vive um pesadelo. Vera continua sob pressão e cada vez com menos opções para lutar contra o crime organizado. |    |                                  |                                   |             |                         |                     |
| 11 | 3  | "Compromissos"                   | João Carvalho e Patrícia Sequeira | João Matos  | 12 de março de 2021     | 15 de junho de 2025 |
| Cátia é a nova mulher do Clube, com o aval de Vera. A polícia aperta o cerco, na tentativa de encontrar Martina. O paradeiro de Joana é desconhecido. Michele pode ter encontrado a felicidade. |    |                                  |                                   |             |                         |                     |
| 12 | 4  | "Resistência"                    | João Carvalho e Patrícia Sequeira | João Matos  | 19 de março de 2021     | 22 de junho de 2025 |
| Jéssica começa a reagir e parece ter encontrado uma nova força. Humberto reconhece Andreia no Clube e lembra a relação que tiveram no passado, causando ciúmes a Samara. Vera faz uma proposta irrecusável a Graça. O passado regressa para perturbar Maria. As notícias sobre Joana são perturbadoras.                                                                                |    |                                  |                                   |             |                         |                     |
| 13 | 5  | "No Limite"                      | João Carvalho e Patrícia Sequeira | João Matos  | 26 de março de 2021     | 29 de junho de 2025 |
| Bastos reaparece para um confronto final com Viana. Jéssica luta pela sobrevivência. Humberto oferece ajuda a Andreia para encontrar a irmã como agradecimento do que ela fez por ele no passado. Maria percebe que vai ter de lutar com todas as forças contra Vasconcelos. Vera vê em Cátia uma solução para os seus problemas.                                                      |    |                                  |                                   |             |                         |                     |
| 14 | 6  | "Decisões"                       | João Carvalho e Patrícia Sequeira | João Matos  | 2 de abril de 2021      | 6 de julho de 2025  |
| Jéssica parece ter finalmente encontrado uma ajuda. As declarações de Bastos ajudam Bernardo a perceber melhor a teia que envolve o clube. Maria enfrenta Vasconcelos. Viana defende-a e comete um erro. Michele aceita o convite de Gabriel e decide acertar as contas com Vera. Quando parecia ter tudo controlado, Martina tem uma grande surpresa.                                 |    |                                  |                                   |             |                         |                     |
| 15 | 7  | "Finais, Recomeços e Revelações" | João Carvalho e Patrícia Sequeira | João Matos  | 9 de abril de 2021      | 13 de julho de 2025 |
| Martina não revela o paradeiro de Jéssica, para desespero de Bernardo, mas sofre as consequências do seu silêncio. Jéssica é alvo de um ataque que vai exigir todas as suas reservas de energia. Michele sofre uma enorme desilusão. Vera é obrigada a fazer uma escolha que pode mudar a sua vida. Humberto revela a sua verdadeira faceta. O Clube parece ter uma nova oportunidade. |    |                                  |                                   |             |                         |                     |